# Moon to
Moon to (chinês tradicional: 門徒; chinês simplificado:门徒) é um filme de ação e suspense dramático de Hong Kong, dirigido e coescrito por Derek Yee em 2007.
Rodado em Hong Kong e Singapura, tem no elenco os atores chineses Daniel Wu , Andy Lau , Louis Koo, Zhang Jingchu e Anita Yuen.

## Epítome
Um agente especial, Nick (Daniel Wu) encontra-se infiltrado sigilosamente num lucrativo comércio de drogas asiático. Nick foi adotado enquanto protegido por um dos chefes do grupo de criminosos, vulgarmente conhecido por "banqueiro" (Andy Lau), passados oito anos de investigação, Nick junta fatos capazes de derrubar a organização. No entanto, à medida que se aproxima da família do seu mentor, mais se deixa corromper pelo dinheiro fácil e por um poder cada vez maior, tornando-se incapaz de distinguir a sua vida pessoal do seu papel enquanto figura do submundo.

## Premissa
Baseado no material fornecido por aposentados agentes infiltrados da polícia, o filme "Protégé" tenta realisticamente transmitir a história de agentes secretos que se encontram  no clandestino mundo da droga, lutando constantemente na estreita linha entre o crime e a justiça, que contudo, nunca vêm a oportunidade de servirem na regular força policial.

## Elenco
- Daniel Wu - Nick (Lee Chi-Lik)
- Andy Lau - Lam Kwan
- Zhang Jingchu - Fan (Pang Yuk-Fun)
- Louis Koo - Marido de Fan
- Derek Yee - Miu Chi-Wah
- Anita Yuen - esposa de Kwan
- Liu Kai-Chi - HKCED chefe da alfândega